# Liste der Wüstungen im Landkreis Kitzingen
Die Liste der Wüstungen im Landkreis Kitzingen führt alle untergegangenen Dörfer und Höfe im unterfränkischen Landkreis Kitzingen in Bayern auf. Der Landkreis erstreckt sich heute sowohl über Teile des sogenannten fränkischen Gäulandes mit dem fruchtbaren Maindreieck und dem Steigerwaldvorland als auch über Gebiete des ertragsärmeren Steigerwaldes. Insgesamt sind über 60 Wüstungen zu identifizieren.

## Historischer Hintergrund
Die heutigen Orte im Landkreis Kitzingen entstanden zumeist im 6. Jahrhundert mit dem Vorstoß fränkischer Siedler in die von keltischen Stämmen besiedelte Region. Die Gäuflächen und insbesondere das Maindreieck waren im Frühmittelalter bereits dicht besiedelt, hier war der Siedlungsvorstoß den Nebenflüssen des Mains (Breitbach, Schwarzach, Volkach etc.) gefolgt. In seinem Vorland und im Steigerwald selbst erstreckte sich dagegen noch eine weitgehend unberührte Waldlandschaft.
Mit dem Aufkommen mächtiger Landesherren im Hochmittelalter griff der Siedlungsausbau auch auf die bisher ausgelassenen Gebiete über. Die Hochstifte Würzburg und Bamberg, die Klöster Ebrach und Münsterschwarzach sowie der aufgestiegene Niederadel, insbesondere die Grafen zu Castell und die Schwarzenberg, förderten den Siedlungsbau auch auf schlechten Böden. Bis zur ersten Hälfte des 14. Jahrhunderts hatte der Siedlungsbestand seinen Höhepunkt erreicht, obwohl bereits einige frühmittelalterliche Siedlungen, wie Kirchheim und Schmalfeld, wüst lagen.
In der zweiten Hälfte des 14. Jahrhunderts wurden zwar einige Rodungspläne weiter umgesetzt, insgesamt war allerdings ein großer Rückgang zu beobachten. Zwischen 1300 und 1525 kam es im Steigerwald sogar zur spätmittelalterlichen Wüstungsperiode, die Zahl der Siedlungen reduzierte sich in dieser Zeit um etwa 30 %. Dieser Rückgang betraf auch das Gäuland, dort gingen Siedlung vor allem im Steigerwaldvorland verloren.
Zumeist waren mehrere Faktoren für die Aufgabe einer Siedlung verantwortlich, selten dagegen führten wiederholte Witterungsanomalien und die daraus resultierenden Bodendegradationen, Fehden und andere kriegerische Zerstörungen oder die Agrarkrise alleine zum Verlassen. Nach 1525 versuchten die Territorialherren durch Neurodungen der „negative[n] Siedlungsperiode“ Herr zu werden. Dennoch wurden im Steigerwald weniger Dörfer gegründet, das Ortssterben konnte allerdings aufgehalten werden.
Während des Dreißigjährigen Krieges hatte beispielsweise das Amt Gerolzhofen, das heute in Teilen im Landkreis aufgegangen ist, 30 bis 50 % Bevölkerungsrückgang zu verkraften. Trotzdem fielen die Dörfer meist nur noch temporär wüst, weil die Grundherren in der zweiten Hälfte des 17. Jahrhunderts die Wiederansiedlungen förderten. Ab 1700 kam es selten auch zu Wiedergründungen längst aufgegebener Orte, so wurde wieder Bevölkerung in Rehweiler angesiedelt. Ab 1800 blieb der Siedlungsbestand des späteren Landkreises zumeist vollständig erhalten. Lediglich Einzelhöfe verschwanden im 19. Jahrhundert.

## Liste der Wüstungen
Die Gliederung der Liste orientiert sich weitgehend an der Arbeit von Mario Dorsch, Verschwundene mittelalterliche Siedlungen. Hier fehlende Wüstungen sind durch die Werke von Klarmann, Machann, Ortmann, Riedenauer und Rückert ergänzt. In der Literatur existiert keine umfassende Arbeit, die ausschließlich die Wüstungen im Landkreis Kitzingen behandelt, jedoch werden alle Teile des Landkreises durch mindestens eine der Arbeiten erfasst.
Gegliedert wird die Liste alphabetisch nach den in den Quellen am häufigsten verwendeten Namen der Wüstungen. Über die Spalten Heutige Gemarkung(en) und Geokoordinate kann die Wüstung eindeutig identifiziert werden. Aufgeführt sind auch temporäre Wüstungen, die heute wieder besiedelt sind. Der vermutete Wüstungszeitpunkt ist über die letztmalige Nennung in den Quellen oder die Erwähnung als Wüstung ungefähr festgelegt. Anmerkungen gehen auf die Ersterwähnung und eventuelle Überreste der Siedlung ein.
| Name(n)                                           | Heutige Gemarkung(en)        | Geokoordinate (falls festzulegen) | Vermuteter Wüstungszeitpunkt | Wüstungsursachen                                           | Anmerkungen                                                                                |
| ------------------------------------------------- | ---------------------------- | --------------------------------- | ---------------------------- | ---------------------------------------------------------- | ------------------------------------------------------------------------------------------ |
| Bernbuch                                          | Castell                      | 49° 44′ 26,8″ N, 10° 19′ 55,9″ O  | vor 1399                     | unklar, geringe Bodenqualität                              | Ersterwähnung 13. Dezember 1323, Flurstück Bernbuch                                        |
| Birklingen                                        | Birklingen                   | 49° 42′ 37,9″ N, 10° 20′ 45,3″ O  | um 1700                      | temporäre Wüstung (bis nach 1779)                          | Ersterwähnung 1158, heute Ortsteil Iphofen                                                 |
| Blindenhahn, Blindheim, Blinthof                  | Iphofen                      | unklar                            | um 1584                      | unklar                                                     | Keine urkundliche Nennung, Lage in der Zent Iphofen                                        |
| Bulach                                            | Mönchsondheim                | 49° 39′ 17,2″ N, 10° 17′ 51,9″ O  | vor 1283                     | unklar                                                     | Ersterwähnung zwischen 1245 und 1272, Flurstück Im Bullach                                 |
| Burg                                              | Holzberndorf                 | 49° 46′ 31,9″ N, 10° 30′ 54,7″ O  | vor 1200                     | Ende Nutzung                                               | keine urkundliche Nennung, befestigter Ansitz, Flurstück Burggrabenacker                   |
| Burggrub, Altengrub                               | Burggrub                     | 49° 46′ 55,5″ N, 10° 31′ 22,4″ O  | um 1550                      | temporäre Wüstung (bis nach 1600)                          | Ersterwähnung 1298, heute Ortsteil Geiselwind                                              |
| Crautzach, Creutzbuchen                           | Gräfenneuses                 | unklar                            | vor 1457                     | Witterungsanomalien, Agrarkrise                            | Ersterwähnung 1457                                                                         |
| Düllstadt                                         | Düllstadt                    | 49° 48′ 8,3″ N, 10° 15′ 9,5″ O    | um 1632                      | temporäre Wüstung (bis nach 1648)                          | Ersterwähnung 918, heute Ortsteil Schwarzach am Main                                       |
| Dürnitz, Dürrnitz, Durtzen                        | Castell                      | 49° 44′ 50,4″ N, 10° 23′ 45,5″ O  | vor 1399                     | Siedlungskonzentration                                     | Ersterwähnung 1313, Flurstück Dörnertsberg                                                 |
| Dürrbach                                          | Großlangheim, Wiesenbronn    | 49° 44′ 12,9″ N, 10° 17′ 43,4″ O  | um 1400                      | unklar, Pest                                               | Ersterwähnung 1170, Gewässer Dürrbach                                                      |
| Eckelsheim                                        | Markt Einersheim, Possenheim | 49° 40′ 51,1″ N, 10° 18′ 21″ O    | vor 1414                     | unklar                                                     | Ersterwähnung 1414                                                                         |
| Effeltrich, Effeltrach                            | Füttersee                    | 49° 46′ 0,8″ N, 10° 29′ 41,2″ O   | vor 1340                     | unklar                                                     | Ersterwähnung 1340, Flurstück Effelter Berg                                                |
| Elgersheim                                        | Fahr                         | 49° 52′ 17,8″ N, 10° 10′ 34,7″ O  | vor 1178                     | Grangienwirtschaft, temporäre Wüstung                      | Ersterwähnung 1178, heute Ortsteil Volkach                                                 |
| Erhardsmühle, Erichsdorf, Eherichsdorf u. a.      | Bimbach                      | 49° 51′ 42,4″ N, 10° 22′ 3,4″ O   | vor 1395                     | temporäre Wüstung                                          | Ersterwähnung 1230                                                                         |
| Fischhaus                                         | Geiselwind                   | unklar                            | vor 1835                     | Ende Nutzung                                               | Keine urkundliche Nennung, Flurstück im Fischhaus, Fischhauswiese                          |
| Fronhof, Fronloch                                 | Euerfeld                     | unklar                            | nach 1290                    | Siedlungskonzentration                                     | Ersterwähnung 1275, Flurstück Fronhof                                                      |
| Fuchsstatt, Fuchsstadt                            | Abtswind                     | 49° 46′ 11,6″ N, 10° 25′ 16,3″ O  | vor 1454                     | Witterungsanomalien, Agrarkrise                            | Ersterwähnung 2. Oktober 1281, Flurstück Fuchsstatt                                        |
| Gereuth                                           | Bimbach                      | 49° 51′ 30,3″ N, 10° 23′ 14,9″ O  | vor 1363                     | Agrarkrise, Siedlungskonzentration                         | Ersterwähnung 1319, Überrest Greuthermühle                                                 |
| Gieshügel, Gizubel                                | Gaibach                      | 49° 52′ 58,8″ N, 10° 11′ 49,2″ O  | vor 1432                     | Überschwemmungen                                           | Ersterwähnung 1340, Flurstück Gieshügel                                                    |
| Haag                                              | Haag                         | 49° 45′ 1,7″ N, 10° 28′ 33,4″ O   | vor 1678                     | temporäre Wüstung (bis nach 1700)                          | Ersterwähnung 1269, heute Ortsteil Geiselwind                                              |
| Hammermühle, Hammerschmiede                       | Füttersee                    | 49° 46′ 9,5″ N, 10° 30′ 16,2″ O   | 1961                         | Siedlungskonzentration                                     | Ersterwähnung 1724, Gebäude wiederbesiedelt, Name aufgehoben                               |
| Hertrichshausen, Hertingeshusen                   | Norden des Landkreises       | unklar                            | vor 1365                     | unklar                                                     | Ersterwähnung 5. August 1365                                                               |
| Horb, Horbei                                      | Ilmenau                      | 49° 48′ 0,9″ N, 10° 31′ 21″ O     | vor 1326                     | Agrarkrise                                                 | Ersterwähnung 1174, Flurlage Horbei                                                        |
| Hörblach                                          | Hörblach                     | 49° 47′ 28,4″ N, 10° 13′ 5,8″ O   | 1631                         | temporäre Wüstung (bis nach 1640)                          | Ersterwähnung im 12. Jahrhundert, Dorf an die heutige Stelle verlegt                       |
| Hundsrangen                                       | Füttersee                    | 49° 46′ 13,5″ N, 10° 30′ 1,5″ O   | nach 2000                    | Siedlungskonzentration                                     | Ersterwähnung 1750, Gebäude abgerissen, als Ortsteil erhalten                              |
| Ilmbach                                           | Ilmbach                      | 49° 48′ 14,5″ N, 10° 24′ 32,9″ O  | 1803                         | temporäre Wüstung (bis nach 1870)                          | Ersterwähnung 1281, Klostergebäude abgerissen, als Ortsteil erhalten                       |
| Ilmenau                                           | Ilmenau                      | 49° 47′ 41,3″ N, 10° 30′ 44,6″ O  | vor 1557                     | temporäre Wüstung (bis 1557)                               | Ersterwähnung 1298, heute Ortsteil Geiselwind                                              |
| Kaltherberg                                       | Geiselwind                   | 49° 46′ 0,4″ N, 10° 27′ 49,3″ O   | vor 1835                     | Ende Nutzung                                               | Keine urkundliche Nennung, Flurstück Die kalte Herberg, Kaltenerbergacker u. a.            |
| Kellerhaus                                        | Dornheim                     | 49° 39′ 37,3″ N, 10° 19′ 20,6″ O  | nach 1945                    | Ende Nutzung                                               |                                                                                            |
| Kirchheim, Kirchhain                              | Markt Einersheim, Possenheim | 49° 40′ 51,1″ N, 10° 18′ 17,3″ O  | nach 1231                    | unklar                                                     | Ersterwähnung 741, Flurstück Kirchberg                                                     |
| Kleindornheim                                     | Dornheim                     | unklar                            | nach 1320                    | Siedlungskonzentration                                     | Ersterwähnung 1023                                                                         |
| Kleinschönbach                                    | Prichsenstadt                | 49° 49′ 50,9″ N, 10° 22′ 3,7″ O   | 1466                         | Kriegerische Zerstörung                                    | Ersterwähnung 1289, Gewässer Schönbach                                                     |
| Korndorf                                          | Eichfeld                     | 49° 50′ 10,7″ N, 10° 16′ 36,5″ O  | 1589                         | unklar                                                     | Ersterwähnung 1589, mehrere Denkmäler                                                      |
| Lindhof, Linkhof                                  | Dimbach                      | 49° 49′ 13,7″ N, 10° 15′ 7,7″ O   | nach 1589                    | unklar                                                     | Ersterwähnung 1589                                                                         |
| Lohmühle (Haag)                                   | Haag                         | 49° 44′ 57,8″ N, 10° 28′ 47,2″ O  | nach 1661                    | Siedlungskonzentration                                     | Ersterwähnung 1625, Flurstück Lochgrund                                                    |
| Lohmühle (Wasserberndorf)                         | Wasserberndorf               | 49° 46′ 6,2″ N, 10° 30′ 48,1″ O   | 1952                         | temporäre Wüstung (bis nach 1952)                          | Ersterwähnung 1724                                                                         |
| Lugshofen                                         | Euerfeld                     | 49° 49′ 37,7″ N, 10° 4′ 44,8″ O   | 1573                         | Grangienwirtschaft                                         | Ersterwähnung 1275                                                                         |
| Siedlung am Mohli, Siedlung am Mannlehen          | Münsterschwarzach            | 49° 48′ 14,2″ N, 10° 13′ 39,7″ O  | um 1230                      | Siedlungskonzentration                                     | Flurstück Mannlehen                                                                        |
| Mönchshütte                                       | Possenheim                   | 49° 40′ 53,6″ N, 10° 20′ 46,2″ O  | vor 1506                     | unklar                                                     | Ersterwähnung 1506, Waldabteilung Mönchshütte                                              |
| Münsterschwarzach                                 | Münsterschwarzach            | 49° 48′ 18,5″ N, 10° 13′ 55,9″ O  | 1803                         | temporäre Wüstung (bis 1913)                               | Ersterwähnung 788, Auflösung des Klosters                                                  |
| Neusambach, Neuen Sömbach                         | Zent Stadtschwarzach         | unklar                            | 1589                         | Siedlungskonzentration                                     | Teil des Klosters Ebrach                                                                   |
| Obersambach                                       | Untersambach                 | 49° 47′ 16″ N, 10° 24′ 11,1″ O    | 1525                         | Kriegerische Zerstörung, temporäre Wüstung (bis 1589/1816) | Ersterwähnung 1356, Ortsteil Wiesentheid                                                   |
| Oberwinkel                                        | Ebersbrunn                   | 49° 48′ 17,3″ N, 10° 28′ 51,9″ O  | nach 1433                    | Witterungsanomalien, Agrarkrise                            | Ersterwähnung 23. April 1420                                                               |
| Ostheim am Rennfurt, Ostheim am Main              | Dettelbach                   | 49° 47′ 42,1″ N, 10° 11′ 8,9″ O   | nach 1450                    | Überschwemmungen                                           | Ersterwähnung 1303, heute Staustufe Dettelbach                                             |
| Osthofen                                          | Iphofen                      | unklar                            | nach 1407                    | Siedlungskonzentration                                     | Ersterwähnung 1407                                                                         |
| Otelsvelt                                         | Euerfeld                     | 49° 48′ 41,7″ N, 10° 4′ 34,3″ O   | nach 1275                    | unklar                                                     | Ersterwähnung 1275, Flurstück Ötzfeld                                                      |
| Öttershausen                                      | Gaibach                      | 49° 54′ 16″ N, 10° 12′ 59,6″ O    | 2011                         | Grangienwirtschaft, temporäre Wüstung                      | Ersterwähnung 1069, heute Ortsteil Volkach                                                 |
| Pfaffenburg                                       | Willanzheim                  | 49° 40′ 48,6″ N, 10° 12′ 22,2″ O  | nach 1140                    | unklar                                                     | Ersterwähnung 1140, wohl ehemals keltische Viereckschanze                                  |
| Poppenhof, Waldhof, Schwanbergerhof u. a.         | Iphofen                      | 49° 42′ 36,2″ N, 10° 20′ 0,6″ O   | 1847                         | Brandstiftung                                              | Ersterwähnung 1697                                                                         |
| Röhrensee                                         | Röhrensee                    | 49° 47′ 10,8″ N, 10° 27′ 2″ O     | nach 1529                    | Siedlungskonzentration, temporäre Wüstung (bis um 1790)    | Ersterwähnung 1040, heute Ortsteil Geiselwind                                              |
| Ronobach, Rimbach, Rönbach                        | Sommerach                    | 49° 49′ 59,2″ N, 10° 13′ 14″ O    | um 1629                      | Kriegerische Zerstörung                                    | Ersterwähnung 906                                                                          |
| Rügerrieth                                        | Mainbernheim                 | 49° 41′ 21″ N, 10° 11′ 37,3″ O    | vor 1496                     | Siedlungskonzentration                                     | Ersterwähnung vor 1325                                                                     |
| Sackshof, Hofstett                                | Markt Einersheim             | 49° 41′ 49,9″ N, 10° 19′ 55,8″ O  | nach 1519                    | unklar                                                     | Ersterwähnung 1341                                                                         |
| Sahermor, Sahelmar, Sahermannsgut u. a.           | Gaibach                      | 49° 54′ 43,2″ N, 10° 12′ 57,6″ O  | 1462                         | Krankheiten                                                | Ersterwähnung 1114                                                                         |
| Schafhof                                          | Iphofen                      | 49° 41′ 58,3″ N, 10° 16′ 3″ O     | vor 1857                     | Ende Nutzung                                               | Keine urkundliche Nennung, Flurstück Schäferei, Im Schafhof, Straßenname Am Schafhofgraben |
| Schwanberg                                        | Rödelsee                     | 49° 43′ 34,1″ N, 10° 16′ 19,3″ O  | nach 1510                    | Kriegerische Zerstörungen                                  | Höfe, die dem Schloss Schwanberg zugeordnet waren                                          |
| Schmalfeld, Reupelshof                            | Kitzingen                    | 49° 44′ 59,8″ N, 10° 12′ 13,9″ O  | 1515                         | Grangienwirtschaft                                         | Ersterwähnung 1276                                                                         |
| Schmiede                                          | Dornheim                     | unklar                            | vor 1835                     | Ende Nutzung                                               | Keine urkundliche Nennung, Flurstück Bei der alten Schmitte                                |
| Schmierofen                                       | Haag                         | unklar                            | vor 1800                     | Ende Nutzung                                               | Keine urkundliche Nennung, Flurstück Der Schmierofen am Appenfelder Weg                    |
| Schnackenbach, Fallhaus, Fallmeisterei            | Hellmitzheim                 | 49° 41′ 5,3″ N, 10° 21′ 24,1″ O   | vor 1809                     | Ende Nutzung                                               |                                                                                            |
| Schrem, Alter Hof                                 | Holzberndorf                 | 49° 46′ 41,7″ N, 10° 32′ 13,6″ O  | nach 1592                    | unklar                                                     | Ersterwähnung um 1592                                                                      |
| Schwarzmühle, Riedmühle, Göllnersmühle u. a.      | Markt Einersheim             | 49° 40′ 51,1″ N, 10° 17′ 2,8″ O   | vor 1414                     | unklar, temporäre Wüstung (bis 1606)                       | Ersterwähnung 1414, heute Ortsteil Markt Einersheim                                        |
| Seeheim, Senheim, Seheim                          | Bibergau                     | 49° 48′ 4″ N, 10° 5′ 44,7″ O      | vor 1318                     | unklar                                                     | Ersterwähnung 1174                                                                         |
| Seehof, Sehof                                     | Euerfeld                     | 49° 49′ 30,8″ N, 10° 5′ 28″ O     | nach 1470                    | unklar                                                     | Ersterwähnung 1388, Flurstücke Seeweg, Seerain, Seewiesen                                  |
| Seeram, Seerach, Serheim                          | Wasserberndorf               | 49° 45′ 13,7″ N, 10° 32′ 8,9″ O   | um 1629                      | Kriegerische Zerstörungen                                  | Ersterwähnung 1357, Flurstück Seeramsberg, Überrest Seeramsmühle                           |
| Siechhaus (Geiselwind)                            | Geiselwind                   | unklar                            | nach 1506                    | Ende Nutzung                                               | Keine urkundliche Nennung, Flurstück Siechhausacker, Siechacker                            |
| Siechhaus (Iphofen), Kobel                        | Iphofen                      | 49° 41′ 50,6″ N, 10° 16′ 19″ O    | nach 1631                    | Ende Nutzung                                               | Ersterwähnung 1460                                                                         |
| Siechenhaus, Siechhaus                            | Kitzingen                    | 49° 44′ 2,9″ N, 10° 10′ 18,1″ O   | nach 1838                    | Ende Nutzung                                               | Ersterwähnung 1390, Ortsteil im 19. Jahrhundert                                            |
| Speckfeld                                         | Markt Einersheim             | 49° 41′ 55,2″ N, 10° 19′ 20,8″ O  | 1525                         | Kriegerische Zerstörung                                    | Ersterwähnung 1226, Siedlung zur Burg Speckfeld                                            |
| Stettenberg                                       | Obervolkach                  | 49° 52′ 48,2″ N, 10° 15′ 2,3″ O   | nach 1225                    | unklar                                                     | keine urkundliche Nennung, Überrest Stettenmühle                                           |
| St. Jobst                                         | Marktbreit                   | unklar                            | vor 1324                     | unklar                                                     | keine urkundliche Nennung                                                                  |
| St. Martinsvorstadt                               | Iphofen                      | 49° 42′ 3,4″ N, 10° 15′ 46,2″ O   | nach 1542                    | Siedlungskonzentration                                     | Flurnamen, Überrest städtischer Friedhof Iphofen                                           |
| Sulzbach                                          | Dornheim                     | 49° 38′ 43,2″ N, 10° 20′ 54,7″ O  | 1423                         | Siedlungskonzentration                                     | Ersterwähnung 1349                                                                         |
| Sulzhof, Sulzhart                                 | Neusetz                      | 49° 50′ 20,2″ N, 10° 7′ 58,3″ O   | nach 1987                    | Siedlungskonzentration                                     | Ersterwähnung 1189, Ortsteil abgerissen, Name erhalten                                     |
| Ulberg, Ölberg                                    | Volkach                      | 49° 50′ 34,4″ N, 10° 14′ 44″ O    | vor 1624                     | Siedlungskonzentration                                     | Ersterwähnung 1289                                                                         |
| Untere Vorstadt                                   | Volkach                      | 49° 52′ 5,4″ N, 10° 13′ 23,3″ O   | vor 1698                     | Kriegerische Zerstörung                                    |                                                                                            |
| Untere Weingartsmühle, Hußnersmühle, Wagnersmühle | Geiselwind                   | 49° 46′ 13″ N, 10° 29′ 19,9″ O    | nach 1750                    | unklar                                                     | Ersterwähnung 1506                                                                         |
| Weiler (Rehweiler)                                | Rehweiler                    | 49° 45′ 49,7″ N, 10° 25′ 59,2″ O  | vor 1427                     | Siedlungskonzentration, temporäre Wüstung (bis nach 1697)  | Ersterwähnung 1258                                                                         |
| Weiler (Sixtenberg)                               | Sixtenberg                   | 49° 45′ 12,7″ N, 10° 31′ 53,2″ O  | nach 1486                    | unklar                                                     | Ersterwähnung 1484, Flurstück Weiler                                                       |
| Weingarten, Weingartshof                          | Geiselwind                   | 49° 46′ 26,8″ N, 10° 29′ 22,7″ O  | vor 1498                     | Siedlungskonzentration                                     | Ersterwähnung 1123, Überrest Weingartsmühle                                                |
| Wüstenfelden                                      | Wüstenfelden                 | 49° 43′ 54,4″ N, 10° 22′ 9,9″ O   | vor 1248                     | unklar                                                     | Ersterwähnung 1248, temporäre Wüstung                                                      |
| Wüstenfüttersee                                   | Füttersee                    | unklar                            | vor 1317                     | unklar                                                     | Ersterwähnung 1317                                                                         |
| Wüstenherberg, Kaltenherberg                      | Wasserberndorf               | unklar                            | nach 1504                    | Ende Nutzung                                               | Ersterwähnung 1504                                                                         |
| Ziegelhütte (Escherndorf)                         | Escherndorf                  | unklar                            | nach 1888                    | Ende Nutzung                                               | Flurstück Ziegelwiesen                                                                     |
| Ziegelhütte (Geiselwind)                          | Geiselwind                   | 49° 46′ 16,2″ N, 10° 28′ 14,1″ O  | nach 1950                    | Ende Nutzung                                               | Ersterwähnung 1752, Flurstück Ziegelacker, Ziegelwiesen                                    |
| Ziegelhütte (Großlangheim)                        | Großlangheim                 | 49° 45′ 10,1″ N, 10° 14′ 13,9″ O  | vor 1986                     | Ende Nutzung                                               | Ersterwähnung 1517, Straßenname An der Ziegelhütte                                         |